# ران توروسیان
ران توروسیان (به انگلیسی: Ronn Torossian) یک آمریکایی یهودیتبار و مدیر شرکت روابط عمومی ۵W در نیویورک است. این شرکت در سال ۲۰۱۳،۲۴ امین شرکت بزرگ روابط عمومی در ایالات متحده با بیش از ۱۴ میلیون دلار درآمد بود. او متخصص مدیریت بحران است و مشتریان او شرکت‌ها، افراد معروف، برندها، گروه‌های لابی و حزب‌های سیاسی هستند.

## زندگی‌نامه
توروسیان در بروکلین نیویورک به دنیا آمد. هنگامی که او در دانشگاه ایالتی نیویورک در آلبانی دانشجو بود، رئیس شاخه آمریکای شمالی «بتار»، که یک حزب صهیونیست جوانان منتصب به حزب لیکود بود، گشت. بعد از تحصیلات دانشگاهی به اسراییل رفت و با دوستان خود دانی دنون و یویل حسون سازمانی به نام «یروشالیم شلانو» (اورشلیم ما) تشکیل داد که به تشویق توسعه شهرک‌های یهودی در اورشلیم شرقی می‌پرداخت. او بعد از یک سال و نیم به آمریکا بازگشت.
توروسیان کار خود را در روابط عمومی از سال ۱۹۹۸ شروع کرد؛ هنگامی که سخنگوی شورای ایالت نیویورک پیتر والون به اسراییل رفته بود. او همچنین برای حزب لیکود در اسراییل کار کرد.
در سال ۲۰۰۳، او شرکت ۵WPR را ایجاد کرد. این شرکت در سال ۲۰۱۱، ۲۴ امین شرکت بزرگ آمریکا در روابط عمومی شد. مشتریان آن شرکت‌هایی مانند مکدونالد و کوکاکولا، خوانندگانی مانند لیل کیم، آیس کیوب، و پی دیدی بودند. توروسیان متخصص مدیریت بحران است. شرکت او همچنین در اسراییل فعالیت زیادی دارد و برای وزارت امور خارجه اسراییل، وزارت گردشگری اسراییل، حزب لیکود و شهردار اورشلیم، نیر برکت، و همچنین ایهود اولمرت و بنیامین نتانیاهو فعالیت نموده است. توروسیان افراد دولت اسراییل را برای مصاحبه آماده می‌کند.
او همچنین در یوگسلاوی سابق، صربستان، آلبانی، لبنان و کشورهای دیگر فعالیت کرده‌است. او در کشورهای شوروی سابق فعالیت‌های زیادی دارد.

## دعوت به تهران
توروسیان در ماه ژوئن ۲۰۱۳ در وبلاگ خود نوشته که دعوتنامه‌ای برای شرکت در دهمین کنفرانس روابط عمومی در ماه اکتبر ۲۰۱۳ در تهران دریافت کرده‌است. او نوشت که از این دعوت نامه متعجب شده‌است. وی گفت : "ایران جای بدی است ولیکن خیلی چیزها میتوان از ایرانیان آموخت. ایرانیان استاد روابط عمومی هستند. احمدی نژاد خوب لباس میپوشد لبخند میزند و استاد صدای شیطانی است."
"او در سخنرانی خود در دانشگاه کلمبیا یک کار روابط عمومی هوشمندانه انجام داد در حالی که ایران در حال ساخت بمب اتمی بود با خوشرویی بعضی احمقهای سازمان ملل و حتی بعضی آمریکاییها را فریب داد. ایران میداند که چگونه با افکار عمومی بازی کند و حقیقت را مخفی کند."
وی ادامه داد: «من برای جامعه روابط عمومی ایرانی متاسفم؛ این یهودی آمریکاییِ مدیر شرکت روابط عمومی به تهران نخواهد رفت. کنجکاوم که همکارانم از ایرانیان چه چیزی یاد میگیرند.»